# Leucosyke benguetensis
Leucosyke benguetensis är en nässelväxtart som beskrevs av Unruh. Leucosyke benguetensis ingår i släktet Leucosyke och familjen nässelväxter. Inga underarter finns listade i Catalogue of Life.